# Капельное орошение

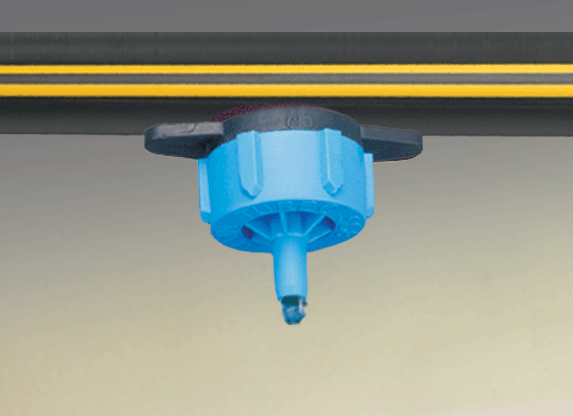
Капельница

Капельное орошение — метод полива, при котором вода подаётся непосредственно в прикорневую зону выращиваемых растений регулируемыми малыми порциями с помощью дозаторов-капельниц. Позволяет получить значительную экономию воды и других ресурсов (удобрений, трудовых затрат, энергии и трубопроводов). Капельное орошение также даёт другие преимущества (более ранний урожай, предотвращение эрозии почвы, уменьшение вероятности распространения болезней и сорняков).
Широкое использование метод впервые получил в разработке Симхи Бласса в Израиле, где в условиях дефицита воды в 1950-х годах начались опыты по внедрению системы капельного орошения.
Изначально получило распространение в тепличном производстве, но на сегодня уже широко используется и в открытом грунте для выращивания овощей, фруктов и винограда, а также озеленения, в т.ч. вертикальных садов. Наибольший эффект применение капельного орошения даёт в зонах недостаточного увлажнения.

## Технология и устройство
Система капельного орошения обычно состоит из
1. узла забора воды
2. узла фильтрации
3. узла фертигации (фертигация — применение удобрений и протравливателей вместе с поливной водой, необязательный узел)
4. магистрального трубопровода
5. разводящего трубопровода
6. капельных линий (капельные шланги или капельные ленты).
7. соединительные (фитинги) и дополнительные части (регуляторы расхода и давления воды)

Капельные линии подразделяют на капельные трубки и капельные ленты. В первом случае имеют в виду цельнотянутые полиэтиленовые трубки диаметром 16 мм или 20 мм, с толщиной стенки от 0.6 мм до 2 мм. Трубки могут быть изготовлены как с интегрированными (встроенными) капельницами, так и без капельниц. Капельные трубки без капельниц называются также "слепыми". Слепые капельные трубки подразумевают установку внешних капельниц, при этом место их установки может быть произвольным. Трубки с интегрированными капельницам производятся с установленным производителем интервалом между ними. Наибольшее распространение получили трубки с расстояниями между эмиттерами 25, 30, 50 и 100 см. Главной отличительной чертой капельных трубок от капельных лент является форма сечения и толщина стенок. Трубки имеют бо́льшую толщину стенки и сохраняют круглое сечение как во время полива, так и в период между подачами воды в трубку.
Лентами же называют капельные линии, изготовленные из полоски полиэтилена, сворачиваемой в трубку и склеенной или сваренной термическим способом. При склейке/сварке внутри шва оставляют свободными от клея/сварки микропространства, которые, в свою очередь, образуют необходимые компоненты капельницы — фильтрующие отверстия, лабиринт превращения ламинарного потока в турбулентный и эмиттер. Толщина стенок лент обычно колеблется от 100 до 300 микрон.
Также в системе полива используются фитинги (специальное соединение ленты капельного полива или иного шланга с магистральным трубопроводом), которые делятся на фитинги для ленты и штуцерные фитинги.

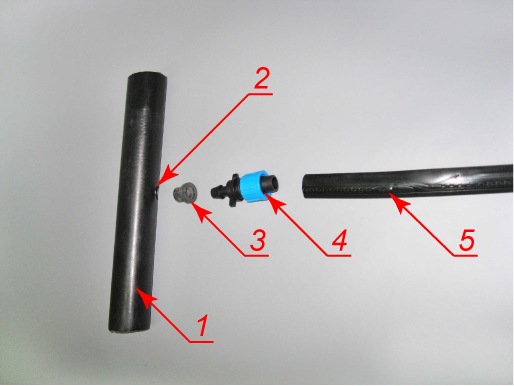
Подключение капельной ленты

Одним из основных элементов является капельная лента. Она представляет собой тонкостенное полое изделие небольшого диаметра с водовыпускными капельницами (эмиттерами), через которые влага подаётся в корневую зону каждого растения.
В зависимости от типа капельниц различают такие виды ленты:
- щелевая — по всей длине ленты встраивается лабиринтный канал, в котором на равном расстоянии прорезаются тонкие щелевидные отверстия для вылива воды. Такие изделия подходят для механизированной укладки и равномерно подают воду, а в новых разработках предусмотрен механизм их самоочищения;
- эмиттерная — внутрь ленты отдельно друг от друга встраиваются плоские жёсткие лабиринтные капельницы с заданным шагом между ними. За счёт создания в них турбулентных потоков такие изделия самоочищаются в процессе полива, но степень защиты от засорения у разных производителей может отличаться.

Встроенные капельницы бывают: компенсированными (водовылив осуществляется равномерно, независимо от уклона участка, длины поливочного ряда, давления в системе) и некомпенсированными (расход воды зависит от рельефа, протяжённости полива, напора жидкости). Аналогом ленты является капельная трубка, стенка которой в несколько раз толще. Этот вариант дороже и подходит для более продолжительной эксплуатации (до 6-7 лет).
Основные параметры
- Диаметр — стандартной и самой распространённой является лента диаметром 16 мм, для которой без труда можно подобрать дополнительные фитинги, и создать с её помощью практичную оросительную сеть. Лента 22 мм применяется реже, а её использование целесообразно для очень крупных хозяйств с большими площадями — длина орошаемых рядов с такими изделиями может достигать 400—450 м при приемлемом качестве полива.
- Толщина стенки — этот показатель измеряется в милах (1 mil-0,025 мм) и определяет механическую прочность ленты и её долговечность. Самыми тонкостенными являются изделия 5-6 mil, которые используются в течение одного сезона, а затем утилизируются. Универсальной и более устойчивой к повреждениям будет лента 7-8 mil, пригодная для повторного применения, если бережно с ней обращаться, использовать очищенную воду, а в конце сезона промывать, сушить и аккуратно хранить. К толстостенным относят изделия 10-15 mil, которые хорошо зарекомендовали себя в условиях каменистых почв и повышенного риска повреждения животными, насекомыми, птицами или инструментами для обработки грунта.
- Тип встроенных эмиттеров — щелевые или встроенные (компенсированные и некомпенсированные) капельницы.
- Производительность эмиттеров — некомпенсированные эмиттеры, как правило, отличаются небольшой производительностью, которая составляет 1,0-1,6 л/час. Такие нормы полива оптимальны для большинства культур и почв, но требования к очистке поливной воды при этом высокие, так как тонкие водопропускные каналы легко забиваются. У компенсированных капельниц расход воды может составлять 2-3,8 л/час, а применяют их чаще всего на песчаных грунтах с высокой впитывающей способностью под требующие усиленного полива культуры.
- Расстояние между эмиттерами — шаг между капельницами может составлять от 10 до 40 см и более. На этот параметр необходимо ориентироваться с учётом схемы высадки растений, потребностей культуры в воде и типа почвы. Ленты с эмиттерами, расположенными на расстоянии 10-20 см друг от друга выбирают для культур сплошного посева (зелени, лука, салата и т. д.). Почва при этом смачивается сплошной полосой. Кроме того, такие изделия подойдут для лёгких песчаных грунтов, а также в том случае, когда требуется высокий расход воды на погонный метр. Расстояние между эмиттерами 30 см удовлетворяет потребностям большинства пропашных овощных и некоторых ягодных культур.
- Рабочее давление — производители указывают нижний и верхний пороги давления, которые необходимо соблюдать в процессе эксплуатации. Для лент со средними показателями толщины стенки и расхода воды они составляют в среднем 0,2-0,3 и 0,8-1,1 атм соответственно. У изделий с более высокими эксплуатационными и техническими параметрами — 0,4-0,8 атм минимальное, а максимальное около 1,8-2,0.
- Устойчивость к ультрафиолету и химическим соединениям — важные свойства, влияющие на долговечность ленты. Если планируется фертигация, то устойчивость изделий к солям макро- и микроэлементов будет дополнительным преимуществом.